# Inanidrilus belizensis
Inanidrilus belizensis är en ringmaskart som beskrevs av Erséus 1984. Inanidrilus belizensis ingår i släktet Inanidrilus och familjen glattmaskar. Inga underarter finns listade i Catalogue of Life.